# Loreto (Bassa California del Sud)
Loreto è uno dei 5 comuni dello stato della Bassa California del Sud, Messico; si estende per un'area di 4311 km² con una popolazione di 16 738 abitanti secondo il censimento del 2010.
Confina al nord con il comune di Mulegé, esattamente con la Punta di San Ildefonso conosciuta anche come Punta Pulpito, situata all'estremo sud della Baia di San Nicolás; a est con il Golfo di California; a sud e a Ovest con il comune di Comondú, di cui faceva parte. Vanta un comprensorio di 223 km di costa incluse le 5 isole maggiori e quelle più piccole.
Nel territorio comunale aveva sede la Missione Nuestra Señora de Loreto Conchó, fondata da un piccolo gruppo di missionari guidati dal gesuita (di origine italiana) Juan María de Salvatierra nell'ottobre del 1697.

## Isole
- Isla Coronados - (26°07'N e 115°17'0). Dista 3,2 km dalla costa.
- Isla Del Carmen - (26°04'N e 111°05'O). Dista 21,7 km. È l'isola più grande e importante del litorale di Loreto.
- Isla Danzantes - (25°48'N e 111°15'O). Dista 2,4 km dalla costa.
- Isla Monserrat - (25°40'N e 111°03'O). Dista 12 km dalla costa.
- Isla Catalina - (25°36'N e 110°48'O). Dista 21,3 km dalla costa.
- Islotes las Galeras - (25°44'N e 110°04'O). È sita all'interno del Golfo di California.

## Località principali
La città di Loreto è a capo del comune ed è anche l'unica comunità urbana, con 14 724 abitanti; le altre comunità rurali sopra i 100 abitanti, con le relative popolazioni al 2010, sono:
- Ensenada Blanca 255
- Ligüí 203
- Puerto Agua Verde 192
- La Danzante 174
- San Javier 131

## Cronologia dei governatori
| Governatore del Comune | Periodo   |
| ---------------------- | --------- |
| Alfredo García Green   | 1993-1996 |
| Ramón Davis Drew       | 1996-1999 |
| Antonio Verdugo Davis  | 1999-2002 |
| Homero David Castro    | 2002-2005 |
| Rodolfo Davis Osuna    | 2005-2008 |

## Infrastrutture e trasporti
La città è collegata con gli Stati Uniti e con il Canada attraverso l'Aeroporto Internazionale di Loreto (codice IATA: LTO).